# Penthouse Pets
Aquesta és una llista de les models que han aparegut a l'edició americana de la revista Penthouse i que es van denominar Pet of the Month (en català: Mascota del mes) o Pet of the Year (en català: Mascota de l'any) des de setembre de 1969 fins al present.

Els noms de Pets of the Year tenen caràcters en negreta i normalment apareixen al número de gener de l'any per al qual es seleccionen. A diferència de Playboy, pot passar diversos anys abans que una model es converteixi en Pet of the Year després de la seva primera aparició. No es va seleccionar cap model el 1985.

Algunes
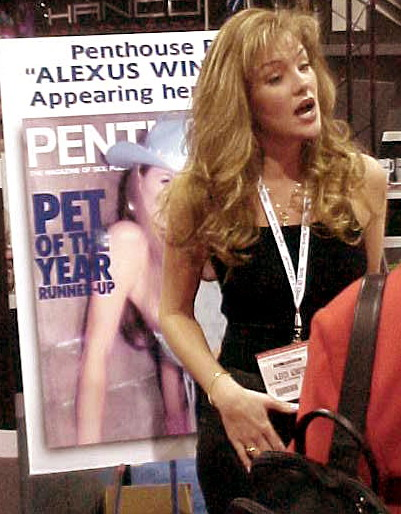
Alexus Winston, novembre de 1997
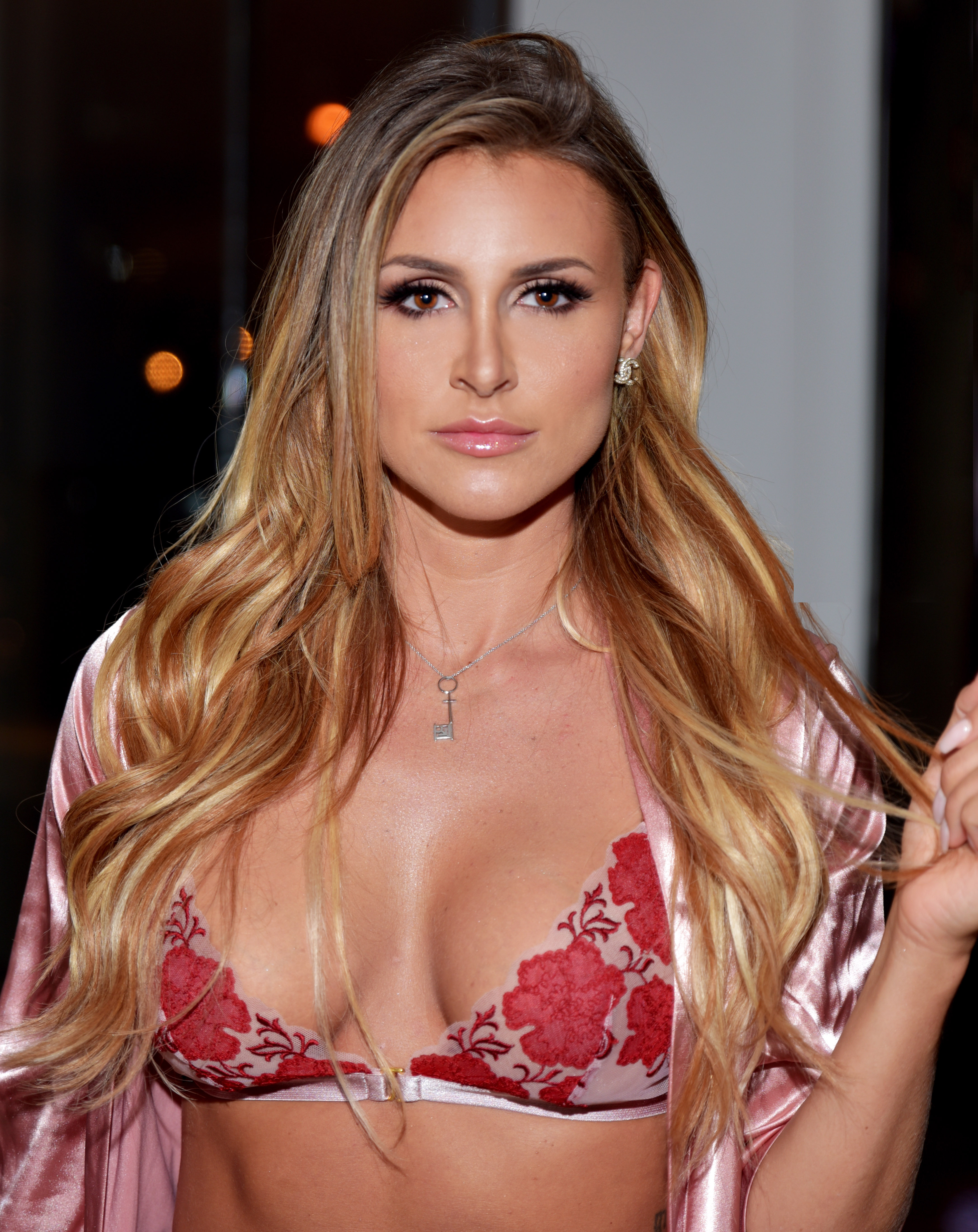
Ella Silver, novembre de 2018
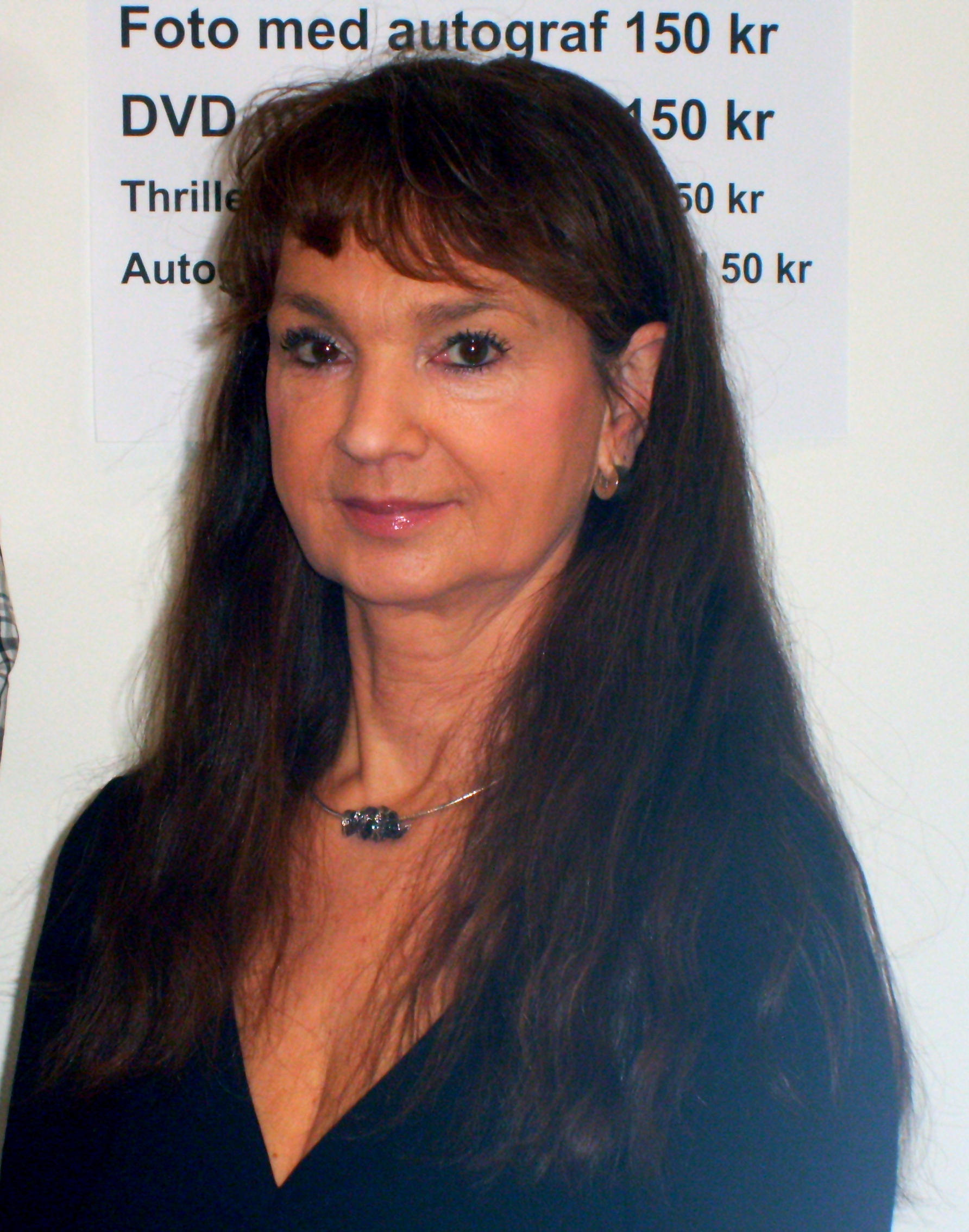
Christina Lindberg, juny de 1970 (fotografia 2016)
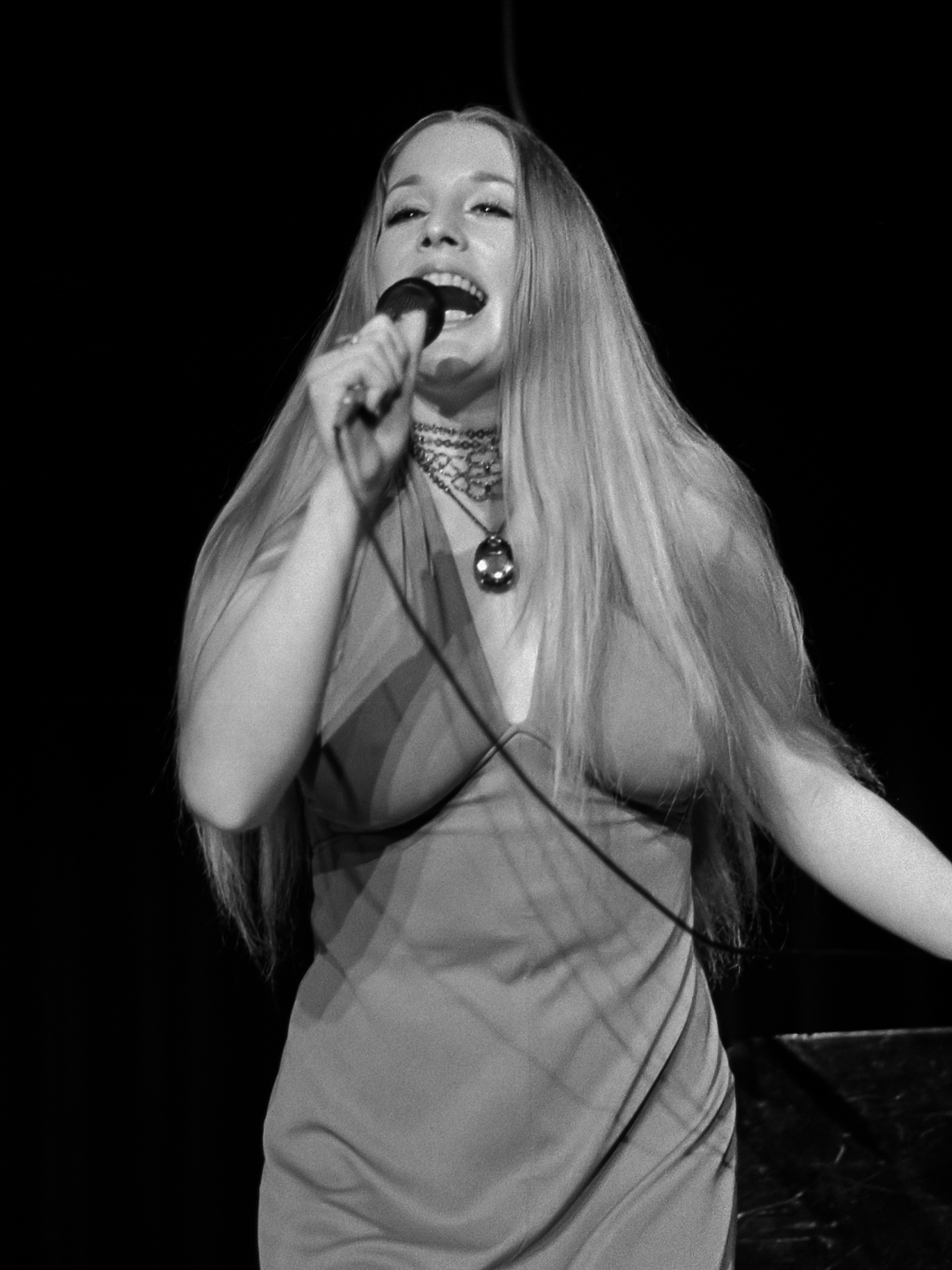
Lynn Carey, novembre de 1972

La llista és cronològica encara que és possible ordenar-la per nom punxant en la part superior de la taula.

## Pets of the Month

### 1969–1979
| Any  | Pet of the Year       | Gener               | Febrer               | Març              | Abril                | Maig               | Juny               | Juliol               | Agost                 | Setembre              | Octubre              | Novembre          | Desembre        |
| ---- | --------------------- | ------------------- | -------------------- | ----------------- | -------------------- | ------------------ | ------------------ | -------------------- | --------------------- | --------------------- | -------------------- | ----------------- | --------------- |
| 1969 | absent                |                     |                      |                   |                      |                    |                    |                      |                       | Evelyn Treacher       | Kelly McQueen        | Ulla Lindstrom    | Janet Pearce    |
| 1970 | Evelyn Treacher       | Katherine Mannering | Tamara Santerra      | Ilse Hasek        | Stephanie McLean     | Benedikte Andersen | Christina Lindberg | Polly Anne Pendleton | Françoise Pascal      | Tina McDowall         | Heide Mann           | Franca Petrov     | Jennifer Furse  |
| 1971 | Stephanie McLean      | Viva Helziger       | Cassandra Harrington | Lottie Gunthart   | Jacquie Simmons-Jude | Billie Rainbird    | Josee Troyat       | Vida Farthing        | Judy Jones            | Maureen Renzen        | Helen Caunt          | Lynette Asquith   | Lynn Partington |
| 1972 | Tina McDowall         | Patricia Barrett    | Carole Augustine     | Billie Deane      | Marianne Gordon      | Sharon Bailey      | Nevenka Dundek     | Lesley Harrison      | Marian Maylam         | Isobel Garcia Orobiyi | Janet Dunphy         | Angela Adams      | Lynn Carey      |
| 1973 | Patricia Barrett      | Maggi Burton        | Karen Sather         | Avril Lund        | Leslie Leah Burrow   | Sandi Greco        | Paula Francis      | Cindy McDee          | Lane Jackson Coyle    | Anneka De Lorenzo     | Francis Canon        | Debbie Griffin    | Sandy Robertson |
| 1974 | Avril Lund            | Claudia Arena       | Beatrice Vogler      | Marie Ekorre      | Nancy Sebastian      | Brande Howard      | Alicia Justin      | Barbie Lewis         | Stacey Cameron        | Janice Kane           | Laura Bennett Doone  | Sharon Longworth  | Cathy Green     |
| 1975 | Anneka De Lorenzo     | Juliet Morris       | Lona Simpson         | Susan Ryder       | Signe Berger         | Ava Gallay         | Wendy Blodgett     | Jane Hargrave        | Marguerite Cordier    | Michelle Stevens      | Anne Peters          | Bonnie Dee Wilson | Susan Waide     |
| 1976 | Laura Bennett Doone   | Laure Favie         | Martine Le Mauviel   | Joann Witty       | Sandy Bernadou       | Sonny Smith        | Anna Grimwood      | Helen Lang           | Victoria Lynn Johnson | Dawn Shaw             | Susanne Saxon        | Carolyn Patsis    | Adrian King     |
| 1977 | Victoria Lynn Johnson | Marilyn Connor      | Betsy Harris         | Jolanta Von Zmuda | Shonna Lynne         | Valerie Rae Clark  | Dominique Maure    | Christine Davray     | Barbara Corser        | Lucia St. Angelo      | Cynthia Gaynor       | Debora Zullo      | Cheryl Rixon    |
| 1978 | Dominique Maure       | Carrie Nelson       | Laura Storm          | Carmen Pope       | Mariwin Roberts      | Angela Hyer        | Corinne Alphen     | Barbara Ann          | Jennifer Zane         | Kate Simmons          | Veronique de Valdene | Malia Redford     | Amber Ramsey    |
| 1979 | Cheryl Rixon          | Dusty Jackson       | Pamela Rhodes        | Shasta Lindstrom  | Isabella Ardigo      | Brieanna Bujold    | Lynda Clark        | Jaycee West          | Diane Weber           | Joanne Latham         | Tammy Hill           | Danielle Ginibre  | Judi Gibbs      |

### 1980–1989
| Any  | Pet of the Year | Gener                  | Febrer          | Març              | Abril               | Maig            | Juny             | Juliol          | Agost           | Setembre         | Octubre            | Novembre          | Desembre           |
| ---- | --------------- | ---------------------- | --------------- | ----------------- | ------------------- | --------------- | ---------------- | --------------- | --------------- | ---------------- | ------------------ | ----------------- | ------------------ |
| 1980 | Isabella Ardigo | Tamara Kapitas         | Lindsay Ekert   | Mary Bess Knight  | Annie Hockersmith   | Monika Kaelin   | Danielle Deneux  | Samantha Faye   | Dianne Jamison  | Delia Cosner     | Kristen Knutsen    | Betsy Dobson      | Ava Monet          |
| 1981 | Danielle Deneux | Suzee Pai              | Brenda Holliday | Delfina Ponti     | Sherry Moran        | Cody Carmack    | Angela Giovanni  | Michelle Bauer  | Corinne Alphen  | Cynthia Peterson | Connie Lynn Hadden | Terry Armstrong   | Sheila Kennedy     |
| 1982 | Corinne Alphen  | Julia Perrein          | Divina Celeste  | Sharon Axley      | Muriel Rousseau     | Ute Hochmeister | Jane Felber      | Lari Jones      | Donna Barnes    | Lee Ann Lee      | Laurie L'Oranger   | Nicole Monrowe    | Monique Gabrielle  |
| 1983 | Sheila Kennedy  | Carmen Pope            | Loretta Ybarra  | Greta Anderson    | Veronique Jolie     | Linda Kenton    | Janet Sharpe     | Krista Simon    | Shana Ross      | Rachel Wesley    | Nadine Greenlaw    | Lale Hansen       | Lisa Schultz       |
| 1984 | Linda Kenton    | Cody Carmack           | Antonia Larsen  | Paula Ann Wood    | Marcia Ruks         | Holly-O         | Christianna      | Stacy Cole      | Debbie Tays     | Traci Lords      | Marie Ehlman       | Mindy Farrar      | Angela Marie Mineo |
| 1985 | ningú           | Rebecca Hill           | Brittany Dane   | Carolyn Bosanko   | Andi Leigh          | Fasha           | Melissa Wolf     | Phyliss Partin  | Angela Nicholas | Christine Dupre  | Jennifer James     | Carina Ragnarsson | Lori Baker         |
| 1986 | Cody Carmack    | Sarah Remington-Graves | Susan Napoli    | Michelle Walker   | Dominique St. Croix | Dallas Roddy    | Susan Gabrielson | Krista Pflanzer | Patty Mullen    | Ginger Miller    | Janna Adams        | Beth Snyder       | Jill Shawntai      |
| 1987 | Mindy Farrar    | Margo Chapman          | Linda Johnson   | Brittany Morgan   | Jenna Persaud       | Melissa Leigh   | Connie Gauthier  | Lisa Mandoki    | Andi Bruce      | Stephanie Page   | Terri Lenee Peake  | Lisa Bradford     | Janine Lindemulder |
| 1988 | Patty Mullen    | Stephanie Adams        | Joanne Szmereta | Jacqui De La Cruz | Delia Sheppard      | Kelley Wild     | Lisa Davies      | Micky Honsa     | Lisa Aiton      | Twyla Martak     | Tami Hogen         | Deborah Laufer    | Kimberly Taylor    |
| 1989 | Ginger Miller   | Aneliese Nesbitt       | Lola Anders     | Sunny Woods       | Simone Brigitte     | Venesuela       | Katja Zajcek     | Suzy            | Sara Norton     | Lynn Johnson     | Diana Van Gils     | Mikki Brenner     | Kirsten Stewart    |

### 1990–1999
| Any  | Pet of the Year      | Gener            | Febrer             | Març              | Abril              | Maig             | Juny                 | Juliol          | Agost          | Setembre        | Octubre       | Novembre           | Desembre                  |
| ---- | -------------------- | ---------------- | ------------------ | ----------------- | ------------------ | ---------------- | -------------------- | --------------- | -------------- | --------------- | ------------- | ------------------ | ------------------------- |
| 1990 | Stephanie Page       | Stacey Lynn      | Justine Delahunty  | Brandy O.         | Jaqueline Winfield | Jisel            | Amy Lynn Baxter      | Marie Duarte    | Johnie Cheney  | Linda Johansen  | Kelly Jackson | Barbie Ashton      | Diana Van Laar            |
| 1991 | Simone Brigitte      | Mahalia Maria    | Tara Jackson       | Sandi Korn        | Theresa Presley    | Ronnie Dawn      | Julie Strain         | Teneil          | Ryan Matthews  | Sasha Vinni     | Pamela Peters | Shannon Williams   | Jean Carew                |
| 1992 | Jisel                | Stevie Jean      | Leslie Glass       | Jami Dion         | Robin Brown        | Jasmine          | Tracy Wolf           | Nicole Simmons  | Tammy Chapman  | Seana Ryan      | Chanel        | Alexis Christian   | Anja Josefsen             |
| 1993 | Julie Strain         | Natalie Lennox   | Julie K. Smith     | Natalie Smith     | Sharon Fitzpatrick | Gina LaMarca     | Samantha Phillips    | Michelle Tanner | Kailina        | Andi Sue Irwin  | Stacy Moran   | Melissa McGlathery | Levena Holmes             |
| 1994 | Sasha Vinni          | Bonita Saint     | Tiffany Burlingame | Mignon May Champ  | Andrea Mountjoy    | Sonja McDaniel   | Taylor Wayne         | Dakotah Summers | Alex Taylor    | Leigh Anderson  | Heidi Lynne   | Veronica Gillespie | Brandi Lee Braxton        |
| 1995 | Gina LaMarca         | Lydia Schone     | Emma Nixon         | Lynn Turner       | Briana Nickles     | Darina Vanickova | Elizabeth Ann Hilden | Dyanna Lauren   | Lexie Leblanc  | Ashley Williams | Shandra Leigh | Veronica Sage      | Nikki Tyler               |
| 1996 | Andi Sue Irwin       | Emerald Heart    | Sabrina West       | Diane Thomas      | Kia Delao          | Lexus Locklear   | Julia Garvey         | Celeste Jean    | Paige Summers  | Tania Russof    | Lisa Gayle    | Samantha Michaels  | Heather St. James         |
| 1997 | Elizabeth Ann Hilden | Rachelle Arnott  | Monique Nobrega    | Nikie St. Gilles  | Heather Kelly      | Andrea Kurtz     | Dayna Ann            | Elena Gilbert   | Roxy Le Roux   | Rocki Roads     | Mason Marconi | Alexus Winston     | Juliet Cariaga            |
| 1998 | Paige Summers        | Eva Major        | Nanna Gibson       | Anita Rinaldi     | Chloe Jones        | Pamela Petrokova | Kelly Havel          | Nikita          | Aimee Sweet    | Tamara          | Silvia Saint  | Melissa Ann        | Vicca                     |
| 1999 | Nikie St. Gilles     | Samantha Stewart | Cat Daniels        | Leah Maree Willis | Zdeňka Podkapová   | Miel Angel       | Angelica Costello    | Melissa Ludwig  | Claudia Loveno | Alexa Lauren    | Devinn Lane   | K.C. Tyler         | Jacqueline Marie Phillips |

### 2000–2009
| Any  | Pet of the Year  | Gener            | Febrer         | Març             | Abril          | Maig             | Juny               | Juliol             | Agost              | Setembre          | Octubre          | Novembre        | Desembre         |
| ---- | ---------------- | ---------------- | -------------- | ---------------- | -------------- | ---------------- | ------------------ | ------------------ | ------------------ | ----------------- | ---------------- | --------------- | ---------------- |
| 2000 | Juliet Cariaga   | Nicole Marciano  | Tera Patrick   | Kyla Cole        | Cristi Taylor  | Nikki Anderson   | Tracie Carmichael  | Megan Mason        | Orchidea Keresztes | Aria Giovanni     | Linn Thomas      | Mercedes Lynn   | Suzette Spencer  |
| 2001 | Zdeňka Podkapová | Devon            | Judith Devine  | Sunny Leone      | Tyler Reed     | Kelle Marie      | Briana Banks       | Alex Arden         | Ava Vincent        | Stephanie Wood    | Teanna Kai       | Melissa Starr   | Cheyenne Silver  |
| 2002 | Megan Mason      | Karri Jacobs     | Kyli Ryan      | Courtney Taylor  | Hannah Harper  | Clara Morgane    | Victoria Zdrok     | Nadia Vasi         | Jordan West        | Jassie Lewis      | Monique Hajkova  | Natalia Cruze   | Kira Kener       |
| 2003 | Sunny Leone      | Martina Warren   | Dominique Dane | Lilly Ann        | Jana Cova      | Victoria Bonne   | Lanny Barbie       | Silver Moon        | Sandra Shine       | Chantelle Fontain | none             | Anais Alexander | Aneta Smrhova    |
| 2004 | Victoria Zdrok   | Jenna Jameson    | none           | Kimber Lee       | Jesse Capelli  | Brigitta Kocsis  | Tylar Jacobs       | Svetla Lubova      | Montana Bay        | Ginger Jolie      | Prinzzess        | Peach           | Ashley Roberts   |
| 2005 | Martina Warren   | Jamie Lynn       | Avery Adams    | Crystal Klein    | Cassia Riley   | Lucie Theodorová | Valentina Vaughn   | Celeste Star       | Paris Dahl         | Gina Austin       | Melissa Jacobs   | Renee Diaz      | Bella Starr      |
| 2006 | Jamie Lynn       | Heather Vandeven | Charlie Laine  | Jennifer Emerson | Krista Ayne    | Nevaeh           | Shay Laren         | Alexandria Karlsen | Olivia Kent        | Michelle Ramos    | Kimberley Rogers | Brea Lynn       | Hanna Hilton     |
| 2007 | Heather Vandeven | Erica Ellyson    | Stormy Daniels | Betcee May       | Erica Campbell | Andie Valentino  | Kimberly Williams  | Sasha Grey         | Jana Jordan        | Justine Joli      | Lux Kassidy      | Jaime Hammer    | Adrienne Manning |
| 2008 | Erica Ellyson    | Taya Parker      | Cali Taylor    | Bree Olson       | Alektra Blue   | Alexis Love      | Daisy Marie        | Shawna Leneé       | Jessica Jaymes     | Kayden Kross      | Justene Jaro     | Audrey Bitoni   | Tori Black       |
| 2009 | Taya Parker      | Teagan Presley   | Lexi Blade     | Rebeca Linares   | Veronica Ricci | Lexxi Tyler      | Kagney Linn Karter | Tenaya             | Tenaya             | Taylor Vixen      | Ryan Keely       | Yumi Kai        | Jayden Cole      |

### 2010–2019
| Any  | Pet of the Year | Gener           | Febrer           | Març           | Abril            | Maig              | Juny           | Juliol          | Agost            | Setembre        | Octubre        | Novembre        | Desembre      |
| ---- | --------------- | --------------- | ---------------- | -------------- | ---------------- | ----------------- | -------------- | --------------- | ---------------- | --------------- | -------------- | --------------- | ------------- |
| 2010 | Taylor Vixen    | Jessica Wilson  | Heidi Baron      | Jelena Jensen  | Nikki Benz       | Roxanna           | Eva Angelina   | Lela Star       | Mckenzee Miles   | Isis Taylor     | Nina James     | Phoenix Marie   | Sabrina Maree |
| 2011 | Nikki Benz      | Breanne Benson  | Jewels Jade      | Ella Milano    | Franceska Jaimes | Tasha Reign       | Eden Adams     | Kiara Diane     | Georgia Jones    | Emily Addison   | Jenna Rose     | Malena Morgan   | Natasha Nice  |
| 2012 | Jenna Rose      | Dani Daniels    | Brett Rossi      | Chanel Preston | Gina Lynn        | Angela Sommers    | Alexis Ford    | Heather Starlet | Nicole Aniston   | Ainsley Addison | Samantha Saint | Adrianna Luna   | Lily Love     |
| 2013 | Nicole Aniston  | Marica Hase     | Laly Vallade     | Presley Hart   | Whitney Westgate | Lexi Belle        | Hayden Hawkens | Natalia Starr   | Natasha Starr    | Capri Cavanni   | Kortney Kane   | Valentina Nappi | Brea Bennett  |
| 2014 | Lexi Belle      | Allie Haze      | Victoria Lynn    | Bree Daniels   | Ryan Ryans       | Jasmine Caro      | Jessie Andrews | Skin Diamond    | Layla Sin        | Jessi June      | Aidra Fox      | Ariana Marie    | Misty Stone   |
| 2015 | Layla Sin       | Aspen Rae       | Kenna James      | Ava Dalush     | Aleksa Slusarchi | Kendra Sunderland | Jenna Ivory    | Tomi Taylor     | Samantha Bentley | Jenna Reid      | Anna Lee       | Bailey Rayne    | Alex Grey     |
| 2016 | Kenna James     | Christiana Cinn | Darcie Dolce     | Blake Eden     | Jenna Sativa     | Paulini           | Lily Ivy       | Noelle Monique  | Lana Rhoades     | Misty Lovelace  | Mia Malkova    | Mary Moody      | Blake         |
| 2017 | Jenna Sativa    | Naomi Woods     | Uma Jolie        | Riley Nixon    | Niki Skyler      | Charlotte Stokely | Olive Glass    | Manda Kay       | Gina Valentina   | Molly Stewart   | Ayumi Anime    | Lena Anderson   | Eva Lovia     |
| 2018 | Gina Valentina  | Alex de la Flor | Giselle Palmer   | Alexa Grace    | Shyla Jennings   | Sabina Rouge      | Scarlett Sage  | Leigh Raven     | Sloan Harper     | Gianna Dior     | Ivy Wolfe      | Ella Silver     | Alina Lopez   |
| 2019 | Gianna Dior     | Jisel Lynn      | Anna Lisa Wagner | Jay Marie      | Autumn Falls     | Emily Willis      | Addie Andrews  | Ora Young       | Savannah Sixx    | Naomi Swann     | Liv Wild       | Lacy Lennon     | Anny Aurora   |

### 2020–
| Any  | Pet of the Year | Gener        | Febrer        | Març             | Abril          | Maig     | Juny        | Juliol         | Agost       | Setembre       | Octubre      | Novembre     | Desembre      |
| ---- | --------------- | ------------ | ------------- | ---------------- | -------------- | -------- | ----------- | -------------- | ----------- | -------------- | ------------ | ------------ | ------------- |
| 2020 | Lacy Lennon     | Bunny Colby  | Gabbie Carter | Meaghan Stanfill | Violet Summers | Emma Hix | Jazmin Luv  | Nicole Vaunt   | Quinn Wilde | Kenzie Mac     | Suttin       | Kenzie Anne  | Blake Blossom |
| 2021 | Kenzie Anne     | Vanna Bardot | LaSirena69    | Lacey London     | Riley Anne     | Tru Kait | Harli Lotts | Sky Wonderland | Cherie Noel | Carolina White | Angela White | Hanna Carter | Amber Marie   |
| 2022 | -               | Siew Pui Yi  | Tahlia Paris  |                  |                |          |             |                |             |                |              |              |               |

* Fonts: